# Étiolles
Étiolles é uma comuna francesa na região administrativa da Ilha de França, no departamento de Essonne. Estende-se por uma área de 11.65 km². Em 2010 a comuna tinha 3 315 habitantes (densidade: 284,5 hab./km²).